# 夸瓦
夸瓦（法語：Kouaoua，發音：[kwawa] ⓘ）是法国海外特殊集体新喀里多尼亞北部省的市镇，面积383平方千米，2019年1月1日人口为1,304人。

## 地理
夸瓦（21°23'48.47"S, 165°49'43.53"E）面积383平方千米，位于法国海外特殊集体新喀里多尼亞。
与夸瓦接壤的市镇（或旧市镇、城区）包括：卡纳拉、瓦伊卢、莫安杜、萨拉梅阿。
夸瓦的时区为UTC+11:00。

## 行政
夸瓦的邮政编码为98818，INSEE市镇编码为98833。

## 政治
夸瓦的现任市长为阿尔西德·蓬加（Alcide Ponga）先生，任期为2020-2026年。

## 人口
夸瓦于2019年1月1日时的人口数量为1304人。